# International roman law moot court
L'International Roman Law Moot Court (IRLMC) è una competizione annuale europea in cui gli studenti simulano un processo di diritto romano. L'IRLMC è considerato il concorso più importante al mondo di diritto romano.

## Partecipanti
Le università partecipanti sono l'università di Oxford, l'università di Cambridge, l'università di Napoli Federico II, l'università di Vienna, l'università Eberhard Karls di Tubinga, l'università di Liegi, l'università di Treviri e l'università Nazionale e Kapodistriana di Atene.

## Competizioni
I primi cinque concorsi, dal 2008 al 2012, sono stati organizzati dal Mohamed Ali Institute for the Study of Eastern Tradition (IMARET, ora MOHA). Dal 2013, l'Università di Cambridge ha rilevato l'organizzazione.
Le prime cinque gare tra il 2008 e il 2012 si sono svolte in Grecia. Le finali piccole e grandi si sono svolte nel Foro di Giustiniano presso il sito archeologico di Filippi. La competizione si è svolta anche negli scavi di Pompei, nella Cattedrale di Ely e nel Palazzo del Principe Elettore di Treviri. Il concorso annuale è organizzato alternativamente da una delle università partecipanti negli anni successivi. Il Moot Court si svolge ogni anno in un luogo diverso, come Treviri nel 2017, Liegi nel 2018 e Cambridge nel 2019. La squadra di Cambridge ha vinto la competizione nel 2020 davanti alla squadra di Vienna. La competizione nel 2021 si è svolta online con la vittoria dell'università di Oxford.

## Obiettivi
L'obiettivo è convincere i giudici con i principi giuridici romani, la retorica inglese moderna, le moderne capacità di argomentazione giuridica e le moderne tattiche di negoziazione. Lo scopo di questo concorso è, da un lato, dare ai migliori studenti della loro università l'opportunità di dimostrare le proprie capacità a livello internazionale, di stabilire contatti internazionali e, dall'altro, di avere una connessione scientifica e culturale tra le nazioni. Sin dalla fondazione del concorso, l'attenzione si è concentrata anche sulla competenza interculturale dei partecipanti e sulle corrispondenti tattiche di negoziazione. Oltre ai concorsi seri, studenti, professori, organizzatori e sponsor del Moot hanno tradizionalmente l'opportunità di scambiare idee con colleghi di diverse tradizioni giuridiche e paesi durante il programma culturale aggiuntivo.